# Urbeis
 Urbeis (en alsacià Urwais) és un municipi francès, situat a la regió del Gran Est, al departament del Baix Rin. L'any 2007 tenia 335 habitants.
Forma part del cantó de Mutzig, del districte de Sélestat-Erstein i de la Comunitat de comunes de la Vall de Villé.

## Demografia
| 1962 | 1968 | 1975 | 1982 | 1990 | 1999 |
| ---- | ---- | ---- | ---- | ---- | ---- |
| 226  | 238  | 205  | 215  | 222  | 285  |

## Administració
| Període   | Identitat              | Partit |
| --------- | ---------------------- | ------ |
| 2001-2008 | Nicolas Humbert        |        |
| 2008-     | Rémy Antoine-Grandjean |        |